# موش کیسه‌دار ناراستین الکساندریا
موش کیسه‌دار ناراستین الکساندریا (نام علمی: Pseudantechinus mimulus) نام یک گونه از سرده موش کیسه‌دار ناراستین است.